# Ludovicus Caelius Rhodiginus

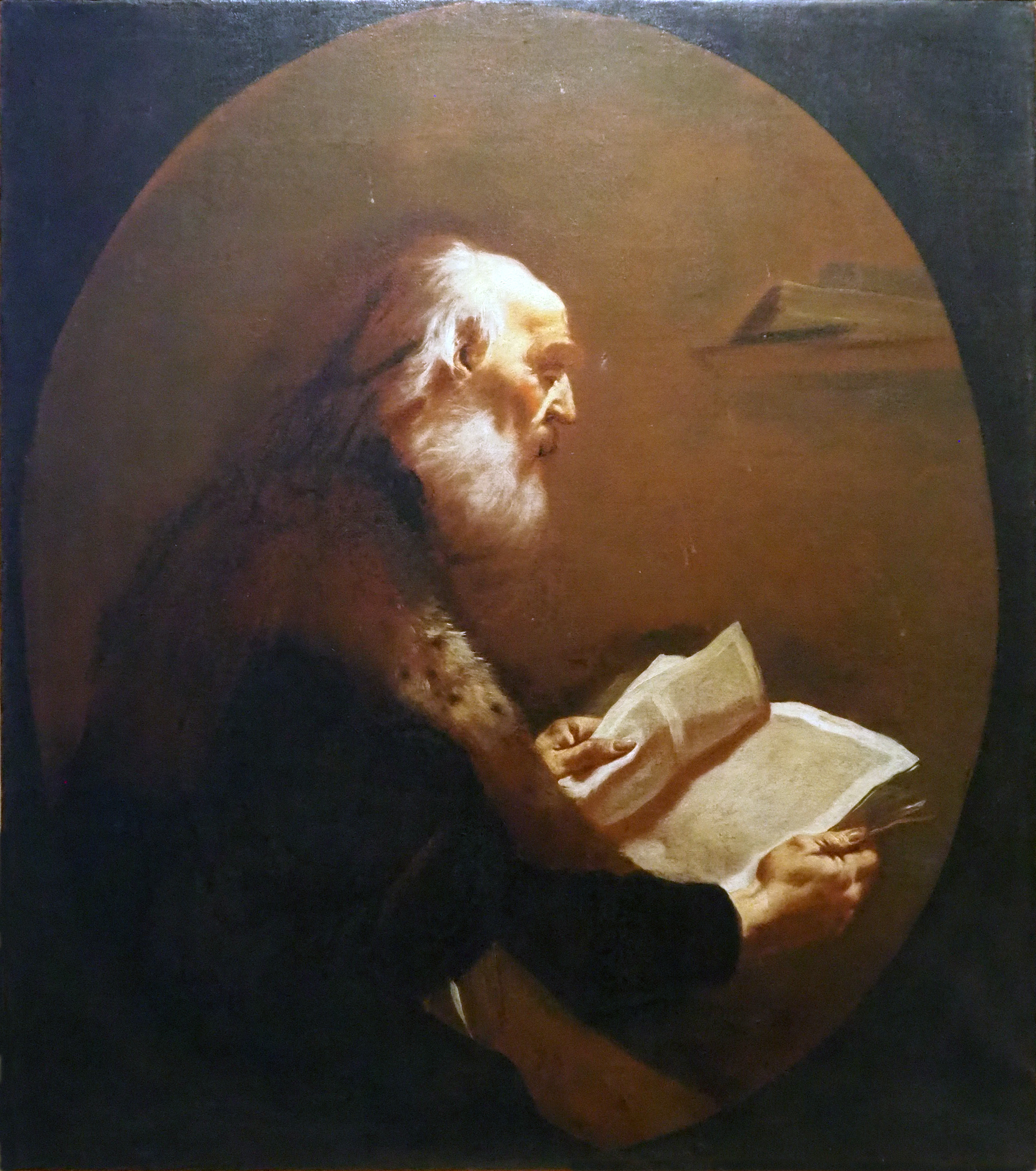
Giambattista Piazzetta, Ritratto di Celio Rodigino, pinacoteca dell'Accademia e del seminario a Palazzo Roverella, Rovigo.

Caelius Rhodiginus (nacido Lodovico Ricchieri; 1469, Rovigo–1525, Rovigo) fue un escritor veneciano y profesor de griego y latín.
Su nombre original era Ludovico o Lodovico Celio Ricchieri. Tomó el nombre Rhodiginus por su pueblo natal, Rovigo. Estudió en Ferrara y Padua. Fue profesor de griego y latín en Rovigo desde 1491-9 y de nuevo de 1503-4. Fue destituido por el consejo de Rovigo el 26 de mayo de 1504 por su arbitrio al tratar con la ciudad. Por lo tanto, enseñó en muchos lugares, incluyendo Bolonia, Vicenza, Padua y Ferrara. En 1515, se convirtió en el presidente de la cátedra de griego en Milán; volvió a Rovigo en 1523 y murió dos años después. Su pupilo Julius Caesar Scaliger lo describió como el Varrón de su época.
Su obra principal fue Antiquarum Lectionum en 16 libros publicados en 1516 en Venecia en la Imprenta Aldina. Fue una colección de notas sobre los clásicos y temas generales. Rhodiginus continuó recogiendo materiales para producir una nueva edición y el libro se expandió póstumamente a 30 libros y publicados bajo la edición de su sobrino Camillo Ricchieri y G. M. Goretti en 1542 en Basilea. También escribió comentarios en Virgilio, Ovidio y Horacio.